# Zelena, Kovel
Zelena (în ucraineană Зелена) este localitatea de reședință a comunei Zelena din raionul Kovel, regiunea Volînia, Ucraina.

## Demografie
Componența lingvistică a localității Zelena
     Ucraineană (99,21%)
     Alte limbi (0,79%)
Conform recensământului din 2001, majoritatea populației localității Zelena era vorbitoare de ucraineană (99,21%), existând în minoritate și vorbitori de alte limbi.